# 212e division côtière
Pour les articles homonymes, voir 212e division.
La 212e division côtière (212ª Divisione Costiera) était une division d'infanterie de l'armée italienne pendant la Seconde Guerre mondiale. La division était basée en Calabre, une région côtière de l'Italie.
Les divisions côtières étaient des divisions de deuxième ligne, généralement formées d'hommes dans la quarantaine et la cinquantaine destinés à effectuer des tâches ouvrières. Les hommes recrutés localement étaient souvent commandés par des officiers appelés à la retraite. Leurs équipements étaient également de basse qualité.

## Ordre de bataille
- 103e régiment d'infanterie côtier
- 115e régiment d'infanterie côtier
- 144e régiment d'infanterie côtier
- 45e régiment d'artillerie côtier